# تجربة هومستاك

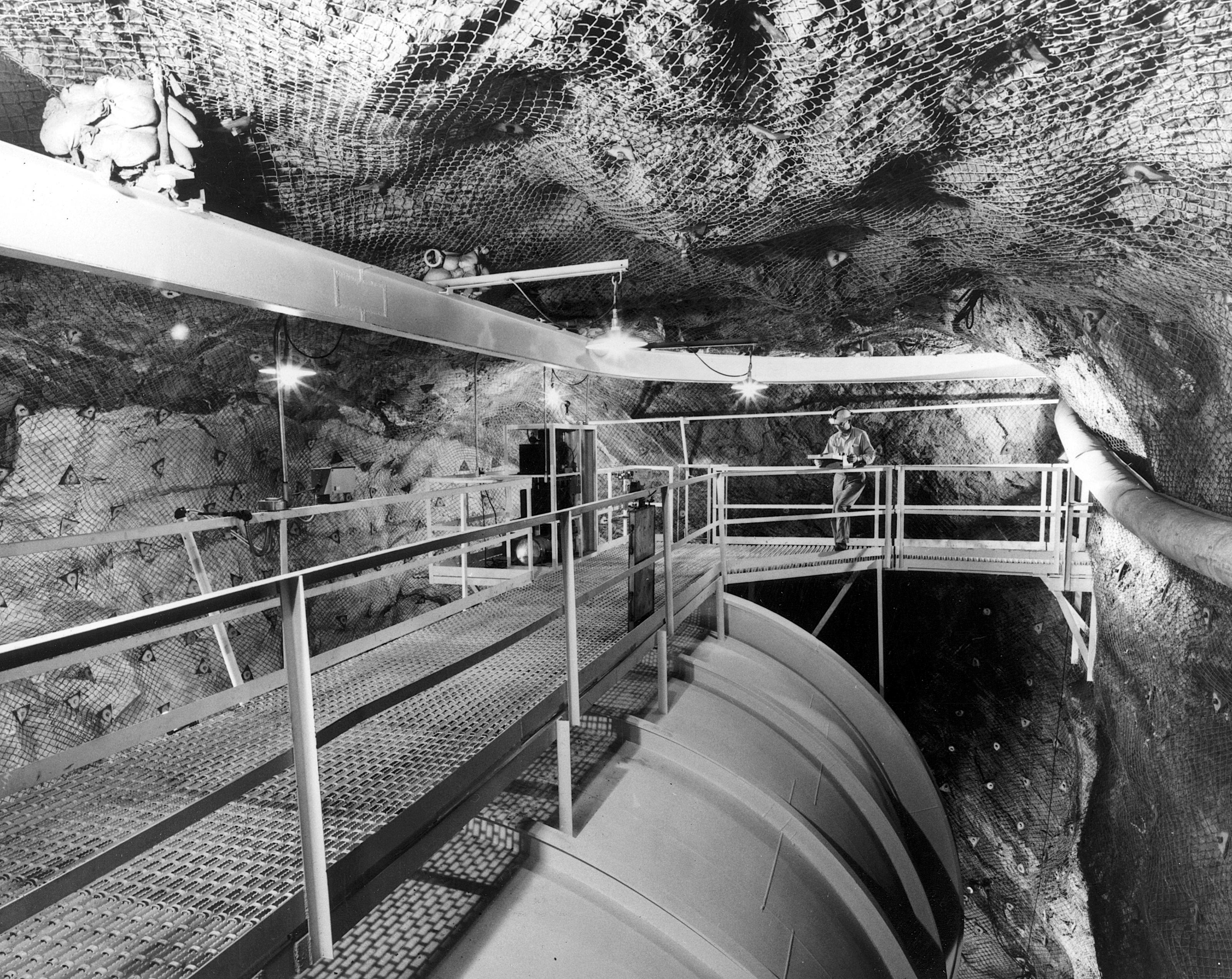

تجربة هومستاك أو تجربة ديفيز في الفيزياء (بالإنجليزية: Homestake experiment أو Davis experiment) هي تجربة علمية قام بها رايموند ديفيز يونيور وجون باهكال في أواخر الستينيات من القرن الماضي. وكان الغرض منها قياس نيوترينات ناتجة من الاندماج النووي الذي يجري في الشمس.
قام باهكال بإجراء الحسابات النظرية وقام ديفيز بتصميم التجربة. وبعدما حصل باهكال على نتيجة حسابه لمعدل إصابة النيوترونات للعداد، فقد أتت نتيجة ديفيز بنحو ثلث العدد المحسوب نظريا. وكانت تلك التجربة هي التجربة الأولى لعد النيوترينات القادمة من الشمس. وأوصحت التجربة بما سمي في الأوساط العلمية مشكلة نيورينو الشمس.
وعملت التجربة مستمرا بين عام 1970 حتى 1994. وتسلمتها جامعة بنسيلفينيا عام 1984. وأعزي عدم التوافق بين ما حسبته النظرية ومعدل الكشف عن النيوترينوات فيما بعد إلى تذبذب "نكهة" النيوترينو.

## التجربة

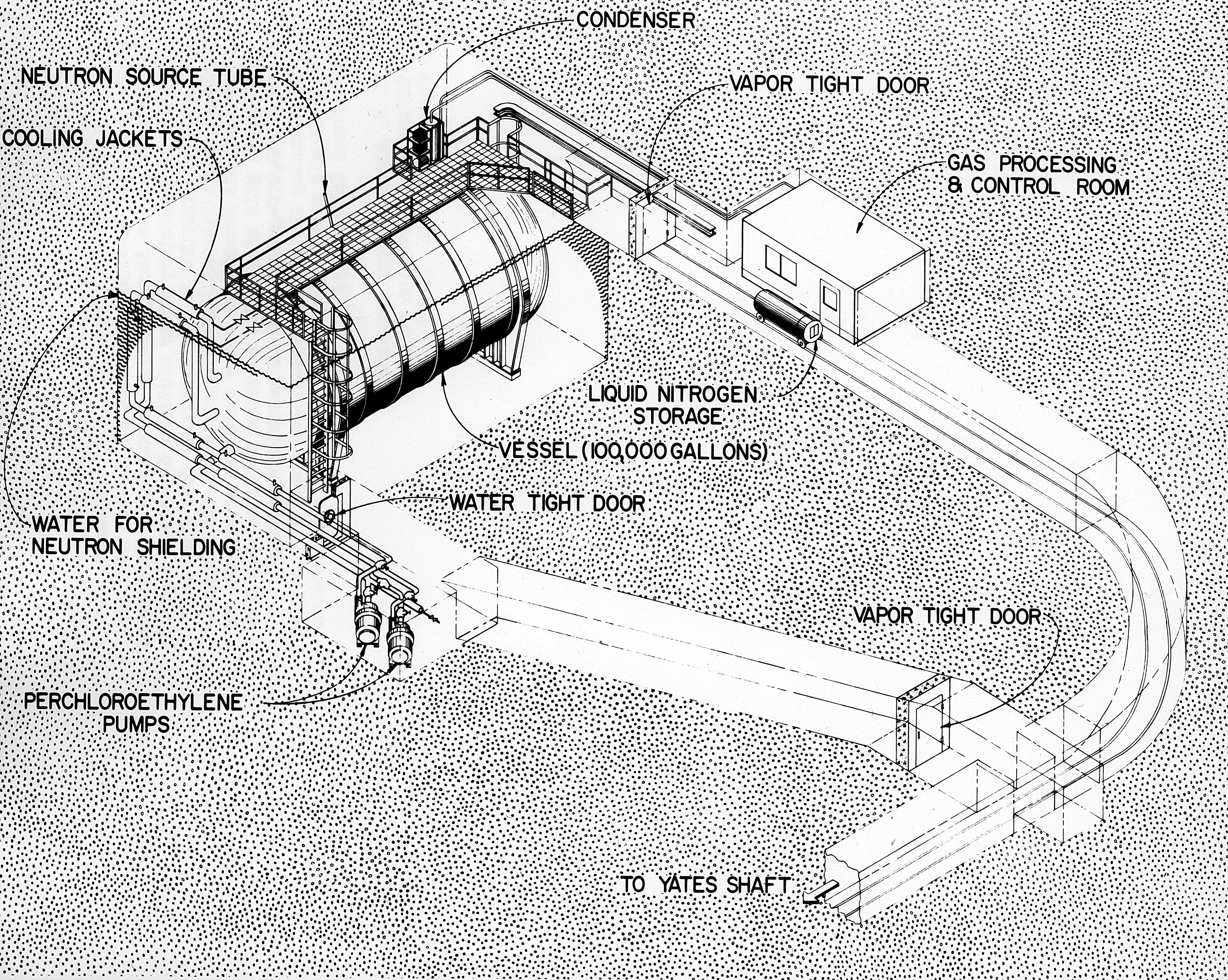
جهاز قياس النيوترينو الشمسي التابع لمختبر بروكهافن الوطني التابع للجنة الطاقة الذرية. ج. 1972 (رسم بياني).

بني مكشاف النيوترينوات 1500 متر تحت الأرض ويتكون من 615 طن من سائل تيتراكلورإثيلين. ويتميز هذا السائل التفاعل الامتصاص للنيوترينوات :
νe + 37Cl → 37Ar + e-
ونظراً لانخفاض طاقة بُدئ التفاعل التي تقدر ب 814و0 مليون إلكترون فولت فقد كانت هذه هي أول تجربة لعد نيوترينوات الشمس. والتفاعل نفسه لا يمكن الكشف عنه مباشرة، وإنما ينتج ذرات الآرجون أثناء التفاعل وهي مشعة وتتحلل بعمر النصف مقداره 35 يوم [ أي تتحلل نصف كمية الأرجون المشع خلال 35 يوم] وعندما تتحلل ذرات الأرجون المشعة تنتج ذرات الكلور مثارة.
ولكي يجري عد منتجات التحلل فقد كان الخزان يُشطف بواسطة غاز الهيليوم كل عدة أسابيع بغرض فصل ذرات الأرجون وتجميعها.
ونـُقّي غاز الأرجون المتجمع على عدة مراحل وأدخل في عداد تناسبي، ثم تم قياس تحلله لمدة 250 إلى 400 يوم. ونظرا للانخفاض الشديد لمعدل القايس الذي يبلغ تحلل ذرة واحدة في الأسبوع، فقد اتخذت احتياطات كبيرة من أجل خفض إشعاعة الخلفية في المعمل، فكانت العدادات محاطة جيدا بحوائل لحجب الإشعاع الخارجي، كما أجريت القياسات باستخدام عداد خارجي يعمل بطريقة مضاد التزامن.
وعلاوة على ذلك فقد تم التعرف على تحلل ذرات الأرجون ذات الطاقة المنخفضة عن طريق تحليل شكل نبضات العداد التناسبي.
وكان من اللازم مراعاة التفاعلات النووية التي لا تنتمي إلى التفاعل الخاض بامتصاص النيوترينو خلال إجراء التجربة. وكانت من ضمن العمليات المشوشرة على العد ميونات الأشعة الكونية العالية الطاقة، ونيوترونات ناشئة من الصخور المحيطة في المنجم، وكذلك أشعة ألفا ناتجة من مواد بناء نظام الجزان، ورادون مشع من الجو المنجم المحيط، وتريتيوم وشوائب أخرى عالقة في سائل تيتراكلورإيثيلين.
وللوقاية من اشعاع النيوترونات فقد وضع الخزان في حوض كبير مملوء بالماء. وأجريت قياسات لتعيين معدل إشعاع الميونات على أعماق مختلفة في المنجم بواسطة إنتاج أرجون-37 في خزانات يحتوي كل منها على 1 طن من محلول البوتاسيوم-39. وكان معدل قياس الأشعة الكونية 0,047 (أي الشوشرة) لكل ذرة أرجون في اليوم.
(ملحوظة: في التجارب العلمية تزيد دقة القياس كلما انخفضت مؤثرات الشوشرة الخلفية، ويجري البحت العلمي بقياس دقيق لكلاهما، وفي مثالنا هنا كان معدل الشوشرة أقل من 5%، وهذه شوشرة منخفضة. )

## النتائج
كان معدل الامتصاص المقاس 5و0 نيورينو في اليوم وهو يبلغ نحو ثلث المعدل المحسوب نظريا عل أساس النموذج الأساسي للتفاعلات في النجوم وبالتالي تفاعلات الشمس وكذلك النموذج الأساسي الخاص بفيزياء الجسيمات الأولية. ومن هنا نشأت المشكلة المسماة مشكلة نيوترينو الشمس والتd تفسر حاليا بتذبذب النيوترينو. وفي عام 2002 حاز ريموند ديفيس على جائزة نوبل للفيزياء عن مجهوداته في أداء تجربة هومستاك.

## إنظر أيضا
- جسيمات أولية
- تحلل بيتا
- تجربة سوبر كاميوكاندي
- تذبذب النيوترينو

## مصدر
1. ↑  B. T. Cleveland؛ وآخرون (1998). "Measurement of the Solar Electron Neutrino Flux with the Homestake Chlorine Detector" (PDF). Astrophysical Journal. ج. 496: 505–526. DOI:10.1086/305343. مؤرشف من الأصل (PDF) في 2020-03-13. {{استشهاد بدورية محكمة}}: Explicit use of et al. in: |مؤلف= (مساعدة)
2. ↑  "The Nobel Prize in Physics 2002". Nobel Foundation. مؤرشف من الأصل في 3 أغسطس 2004. اطلع عليه بتاريخ 8. Jan. 2010. {{استشهاد ويب}}: تحقق من التاريخ في: |تاريخ الوصول= (مساعدة)